# Article 22 bis de la Constitution belge
L'article 22 bis de la Constitution de la Belgique fait partie du titre II « Des Belges et de leurs droits ». Il garantit les droits de l'enfant.

## Texte de l'article actuel
« Chaque enfant a droit au respect de son intégrité morale, physique, psychique et sexuelle.

Chaque enfant a le droit de s'exprimer sur toute question qui le concerne ; son opinion est prise en considération, eu égard à son âge et à son discernement.
Chaque enfant a le droit de bénéficier des mesures et services qui concourent à son développement.
Dans toute décision qui le concerne, l'intérêt de l'enfant est pris en considération de manière primordiale.

La loi, le décret ou la règle visée à l'article 134 garantissent ces droits de l'enfant. »
— Article 22 bis de la Constitution